# Crassoascus
Crassoascus es un género de hongos de la familia Clypeosphaeriaceae.